# История Лизи
«История Лизи» (англ. Lisey's Story) — роман американского писателя Стивена Кинга в жанре психологической драмы с элементами готики и ужасов. Был опубликован 24 октября 2006 года. В том же году вошёл в список бестселлеров по версии «Publishers Weekly».
В 2021 году роман был экранизирован в жанре мини-сериала.

## Сюжет
Роман представляет собой историю Лизи Лэндон, вдовы известного и успешного писателя Скотта Лэндона. В книге рассказываются две истории — история Лизи в настоящем времени и история жизни Скотта, которую Лизи вспоминает по ходу повествования.
После смерти знаменитого писателя Скотта Лэндона прошло 2 года, и его вдова Лизи все ещё продолжает разбор личных вещей и рукописей своего покойного мужа. За прошедшие 2 года многие литературные агенты и друзья Скотта обращались к ней в надежде найти хоть одну неопубликованную рукопись Скотта, но Лизи отказала им всем, объясняя, что всё ещё разбирает его вещи, хотя отсутствие прогресса разборки свидетельствует о прокрастинации. Её психически неокрепшая старшая сестра Аманда Дебушер проводит с ней день, просматривая стопки книг и журналов в поисках фотографий, на которых Лизи присутствует вместе со Скоттом.
Лизи начинает заново переживать своё прошлое, начиная со дня 1988 года, когда она спасла Скотта от гибели (его пытался застрелить безумный поклонник Герд Коул, но Лизи обезвредила Коула при помощи серебряной лопаты), при этом часто останавливая себя на полуслове во избежание полного раскрытия этих ужасных воспоминаний. После того, как Аманда узнаёт, что её бывший муж (Чарльз (Чарли) Корриво) вернулся в город вместе с новой женой, её болезнь обостряется и она сильно увечит себя, после этого впав в кататонический ступор. Перед тем, как поместить Аманду в реабилитационную клинику, Лизи слышит, как она голосом Скотта говорит ей, что он организовал ей «охоту на „бул“» с призом в конце; после этого Лизи вспоминает рассказы Скотта о его детстве и его старшем брате Поле, который также организовывал своему брату «охоты на „булы“».
Вскоре Лизи звонит человек, называющий себя «Заком Маккулом», и предупреждает её, что если Лизи не передаст все неопубликованные рукописи Скотта профессору Джозефу (Джо) Вудбоди, которого она недавно прогнала, он (Зак) будет вынужден причинить ей боль. После того, как Лизи грубо отказывает ему, Маккул совершает акт устрашения — засовывает в почтовый ящик Лизи убитую кошку (принадлежавшую её соседям) и оставляет письмо с угрозами. После этого Лизи заводит жёсткий разговор с Вудбоди, из которого выясняется, что «Зака Маккула» на самом деле зовут Джеймс Дули и он заключил сделку с Вудбоди об убеждении Лизи отдать им рукописи Скотта, но позже Вудбоди пожалел об этой сделке. После этого Лизи звонит Энди Клаттербаку (помощнику шерифа города Касл-Рока) и к ней приставляют патрульного полицейского, но это не отпугивает Дули, и в итоге он врывается в дом Лизи и сильно калечит её.
Лизи продолжает сталкиваться с новыми воспоминаниями о своём муже, которые она ранее подавляла и забывала. Постепенно она вспоминает всё детство и прошлое Скотта — о том, что он происходил из семьи, одержимой родовым безумием («дурной кровью»); о том, что у него была способность перемещаться в другой мир «Мальчишечья луна» с его уникальными опасностями и в котором он похоронил своего брата Пола (Лизи при этом также неоднократно перемещается туда и встречается со Скоттом); о том, как его старший брат Пол был застрелен их отцом в 13 лет после того, как он пытался убить Скотта; и о том, из-за чего на самом деле умер Скотт.
Используя свою собственную подавленную способность перемещения в другой мир Скотта, Лизи выводит Аманду из ступора, с её помощью переносит Дули в «Мальчишечью луну» и заманивает его на смерть от зверя (похожего на змею) в тамошнем Волшебном лесу. Впоследствии призом для Лизи («булом» в конце «охоты») оказывается дневник последних дней жизни Скотта со своей семьей, заканчивающийся его признанием в том, что он был вынужден убить своего отца, чтобы спасти его от «дурной крови», которая в итоге полностью овладела им, и он также похоронил его в «Мальчишечьей луне» рядом со своим братом Полом.
В течение следующей недели Лизи вместе со своими сёстрами разбирает все вещи Скотта и полностью освобождает его рабочий кабинет, поскольку теперь она верит, что он также «освободился», но при этом Лизи с трудом удерживается в реальном мире, часто обнаруживая, что она перемещается в «Мальчишечью луну» постоянно и иногда внезапно.
Роман заканчивается тем, что Лизи прощается со Скоттом в его ныне пустом кабинете.

## Персонажи
- Лиза (Лизи) Лэндон (в девичестве Дебушер) — главная героиня повествования. Женщина без высшего образования (не очень эрудированная), но умная и решительная, всю жизнь бывшая тенью своего знаменитого и яркого мужа и его верной помощницей. Младшая из четырёх сестёр Дебушер.
- Скотт Лэндон — муж Лизи Лэндон, в романе фигурирует лишь в её воспоминаниях и грёзах. Успешный писатель и приятный человек, но при этом был одержим родовым безумием («дурной кровью»). Иногда ему приходилось наносить себе раны (порезы), чтобы не стать опасным для окружающих (особенно для Лизи). Обладает способностью перемещаться между мирами.
- Аманда Дебушер — старшая сестра Лизи. Страдает психологическим расстройством, в период сильного обострения увечит себя и впадает в кататонию. В общении грубая и малоприятная, но при этом любит своих сестёр и готова прийти им на помощь в тяжёлую минуту.
- Дарла Дебушер — средняя сестра Лизи.
- Кантата (Канти) Дебушер — средняя сестра Лизи.
- Джон Дулин (он же «Джеймс (Джим) Дули» и «Зак Маккул») — обезумевший поклонник Скотта Лэндона, пытавшийся получить его неопубликованные рукописи и затем неоднократно пытавшийся убить Лизи.
- Пол Лэндон — старший брат Скотта, погибший в 13 лет; причиной его смерти оказалась «дурная кровь». В романе фигурирует только в двойных воспоминаниях (когда Лизи вспоминает рассказы своего мужа о брате). Скотт очень любил Пола, но стал косвенной причиной его гибели.
- Эндрю («Спарки») Лэндон — отец Пола и Скотта, от которого они унаследовали «дурную кровь».

## Создание романа
Идея романа пришла к Кингу в 2003 году — когда он лежал в больнице с пневмонией, его супруга Табита решила сделать перестановку в его рабочем кабинете. Вернувшись из больницы и увидев свои вещи и рукописи лежащими в коробках, автор вообразил, что примерно так же его кабинет будет выглядеть после его смерти.

## Факты
- Роман посвящён Табите Кинг, супруге писателя.
- Оригинал романа впервые редактировал не Чак Веррилл (постоянный редактор Стивена Кинга), а Нэн Грэм.
- В романе Кинг использует медицинское сленговое выражение «GOMER», которым американские врачи называют «очень хлопотных, пожилых, сильно больных пациентов, которые при этом никак не умирают». Впервые этот термин был использован американским психиатром Сэмюэлом Шемом в повести «Дом Бога» (1978). Данное выражение является акронимом «Get Out of My Emergency Room» («Проваливай из моего отделения неотложной помощи»).
- Имя главной героини на английском языке правильно произносится «Лиси». В самом начале романа в оригинале указывается, что её имя рифмуется с «СиСи»[2].

## Отсылки к другим произведениям Кинга
Тема персонажа-обезумевшего поклонника известного писателя также встречается в романах «Мизери» и «Кто нашёл, берёт себе».

## Экранизация
Премьера 8-серийной экранизации романа состоялась на стриминговом сервисе Apple TV+ 4 июня 2021 года. Роль Лизи Лэндон сыграла Джулианна Мур.